# Cyriakusstift (Worms)

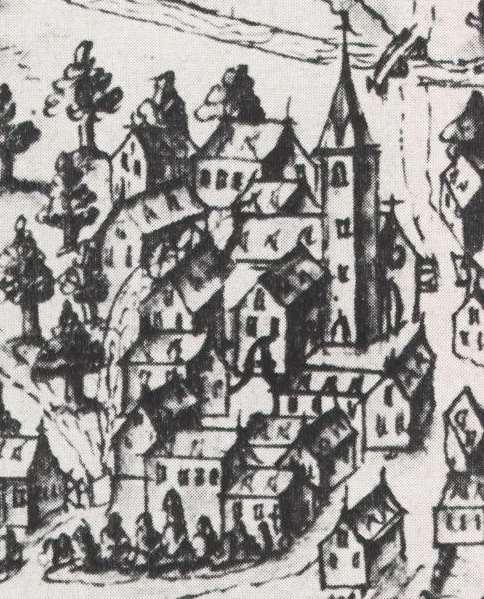
Das Cyriakusstift Worms-Neuhausen um 1620

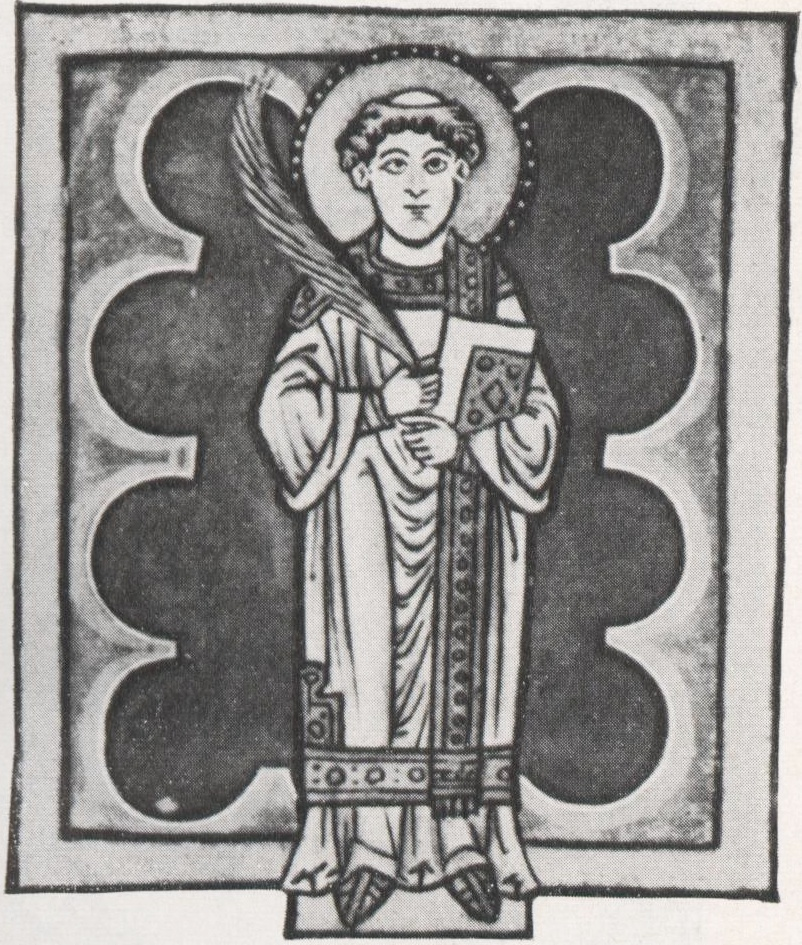
St. Cyriakus im Speyerer Evangelistar aus Neuhausen, 1197

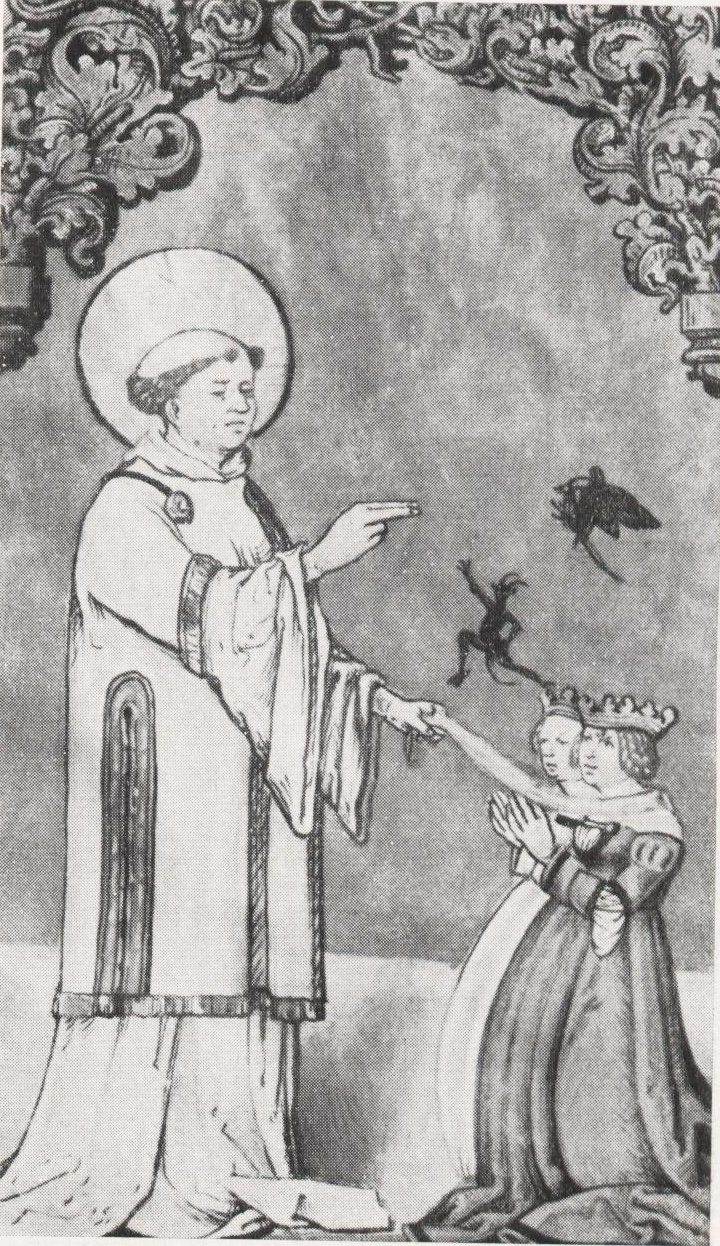
St. Cyriakus heilt die Königstochter; Miniatur aus dem Statutenbuch des Cyriakusstifts Worms, 1507

Das St. Cyriakusstift war ein Kollegiatstift und religiöses Zentrum nördlich der Stadt Worms. Es befand sich im heutigen Ortsbereich von Worms-Neuhausen.

## Geschichte
Nach Begräbnisfunden scheint das Gebiet von Neuhausen schon in römischer Zeit besiedelt gewesen zu sein. Gemäß den historischen Aufzeichnungen des Wormser Bistums und des Klosters Lorsch befand sich später dort ein fränkischer Königshof, der von König Dagobert I. um 630 in eine Kirche des Hl. Dionysius umgewandelt wurde. Bischof Samuel von Worms (841–856), auch Abt im Reichskloster Lorsch, erwarb aus Rom die Reliquien des Hl. Cyriakus, einem der hochverehrten 14 Nothelfer, und verbrachte sie in die Neuhauser Kirche, die schon bald den neuen Heiligen zum Patron erhielt und 847 mit einem Kollegiatstift verbunden wurde. Dadurch avancierte sie zu einem Wallfahrtszentrum und es entstand allmählich auch der Ort Neuhausen als zum Stift gehörige Siedlung.
Das Cyriakusstift erhielt in der Folgezeit reiche Schenkungen, so z. B. von den Frankenkönigen Ludwig dem Deutschen (869), Arnulf von Kärnten (897) und Ludwig IV. (906), von König Konrad II. (1026) sowie von den Wormser Bischöfen Burchard I., Azecho (um 1030) und Adalbert II. (1106). Kaiser Heinrich V., der das Stift 1111 besuchte, ließ in der Nähe eine Burg erbauen, die 1124 zerstört wurde. Seit 1106 war Adalbert, Kanzler Kaisers Heinrich V., Propst des Stiftes. Zwei Bischöfe von Worms wählten den Ort als Grabstätte, auch die sterblichen Überreste des Gründerbischofs Samuel hat man später von Lorsch hierher überführt.
Zu Beginn der sogenannten Mainzer Stiftsfehde wurden Neuhausen und das Cyriakusstift 1460 von dem thüringischen Grafen Sigmund von Gleichen, Oberbefehlshaber des Mainzer Bischofs Diether von Isenburg, angegriffen und völlig zerstört. Kirche und Stiftsgebäude brannten nieder, eine Gruppe Söldner plünderte das Gotteshaus, stahl die kostbare Monstranz und brach die bleierne Lade auf, in welcher der Leib des Hl. Cyriakus lag. Die große Bleitruhe nahmen sie mit, vermutlich zur Herstellung von Musketenkugeln, die Reliquien zerstreuten sie auf dem Fußboden. Dort wurden sie von den Stiftsherren wieder aufgesammelt und feierlich in den Wormser Dom verbracht, wo sie blieben, bis das Gotteshaus wieder aufgebaut war.
Als 1488 Kaiser Friedrich III. in Worms weilte, stattete er dem renovierten Stift Neuhausen einen Besuch ab, um die Reliquien des hl. Cyriakus zu besuchen. Er erhielt dabei auf seine Bitte hin eine Rippe des Heiligen sowie seine Lebensbeschreibung und ein Bildnis. König Maximilian I. und seine Ehefrau Maria Blanka besuchten die Pilgerstätte ebenfalls, als sie sich 1495 zum Reichstag in Worms aufhielten. Der spätere Kaiser Maximilian erteilte den Stiftsherren in einer Urkunde von 1498 das Privileg, an ihrer Chorkleidung eine Pelzverbrämung zu tragen, da es sich nach alter Überlieferung um ein kaiserliches Stift handele, in dessen Kapitel der Monarch Sitz und Stimme habe.

### Aufhebung
Kurfürst Friedrich III. von der Pfalz löste das Stift, begleitet von 70 Reitern, am 9. Mai 1565 persönlich unter Gewaltanwendung auf; die Gefälle zog er zu seinen Gunsten ein, die Gebäude verwandte er nach Gutdünken. Hierbei ließ er u. a. von dem Theologen Caspar Olevian sogar den Tabernakel aufbrechen und zerbröselte selbst die vorgefundenen konsekrierten Hostien mit den Händen. Die sich widersetzenden Stiftsherren kamen fünf Wochen lang in Haft; Bilder, Statuen, Altäre und Paramente wurden am nahen Cyriakusbrunnen verbrannt.
Zuvor hatten die Stiftsherren noch die Cyriakusreliquien in den Dom verbringen können, wo sie der Obhut des Generalvikars Stephan Holzappel († 1576) anvertraut wurden. Die Bollandisten Daniel Papebroch und Gottfried Henschen haben sie 1660 noch im Wormser Dom gesehen und beschreiben sie als „den mittleren Teil des Gebeins des Hl. Cyriakus“, also vermutlich der Torso. Seit der Einäscherung von Worms, am 1. Mai 1689, im Pfälzischen Erbfolgekrieg, verlieren sich ihre Spuren.
Der Pfälzer Kurfürst war zwar Schirmvogt des Cyriakusstiftes, jedoch gehörte es zum Temporalbesitz des Bistums Worms. Dieses verklagte den Kurfürsten bereits 1565 vor dem Reichstag auf Rückgabe. 1566 erließ Papst Pius V. ein Dekret an die Kurpfalz, das Cyriakusstift an den Wormser Bischof zurückzuerstatten, Kaiser Maximilian II. folgte ihm 1576. Erst 1706 gelangte das Bistum Worms nach zahllosen Beschwerden und Verhandlungen wieder dauerhaft in den Besitz des Stiftes. Dieses lebte jedoch nicht mehr auf, sondern der Bischof richtete in den Gebäuden mit der Stiftung Hospital Neuhausen zu Horchheim ein Waisenhaus und ein Hospital mit zugehöriger Kirche ein. Ende des 18. Jahrhunderts, im Ersten Koalitionskrieg, verwandelte die französische Revolutionsarmee den Komplex in ein Lazarett mit Kriegsmagazinen und steckte ihn bei ihrem Abzug in Brand. Alle Stiftsgebäude brannten nieder und wurden nicht wieder aufgebaut. Die Ruinen dienten als Steinbruch und verschwanden völlig.

## Gebäude und Besitz

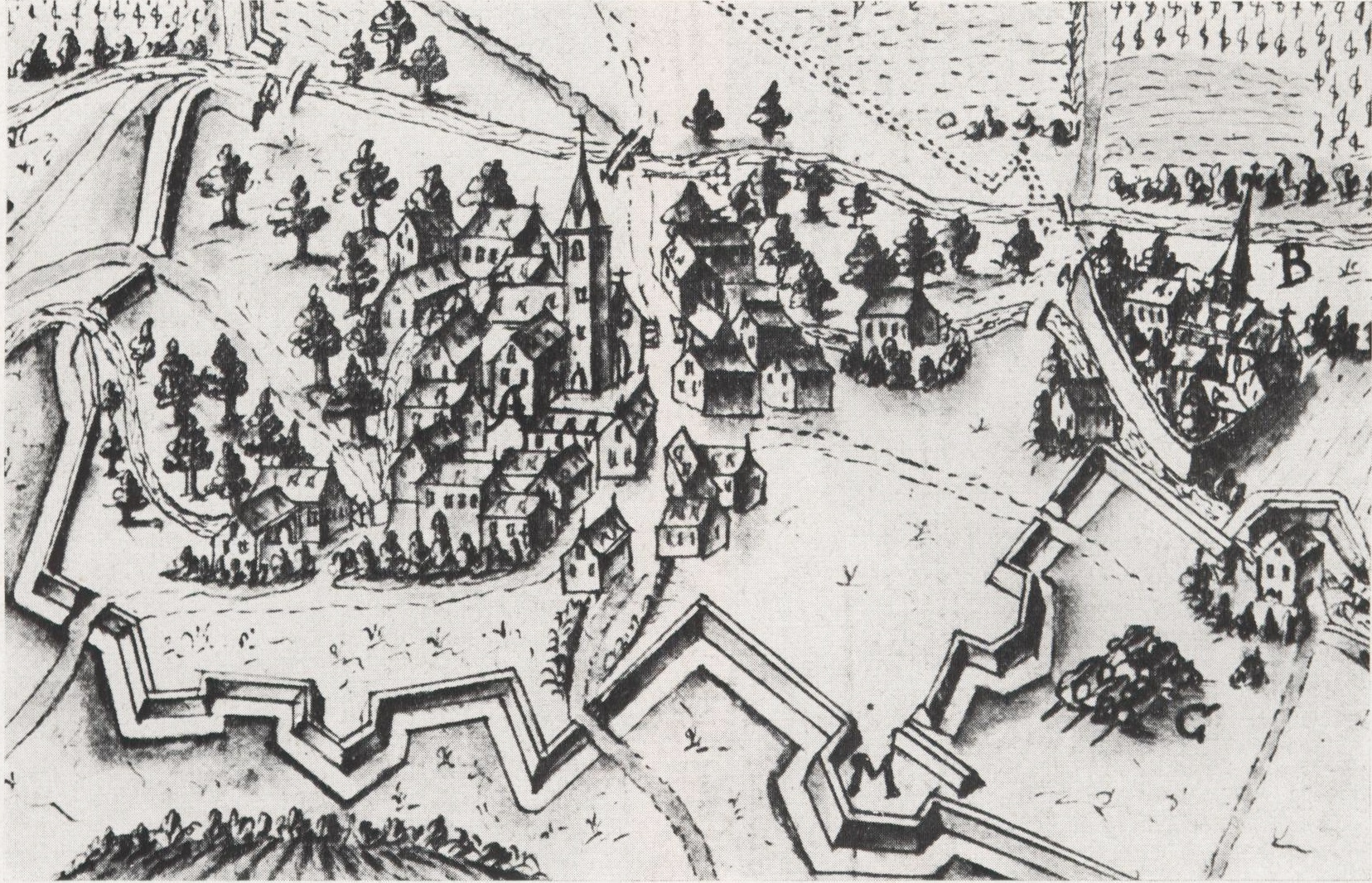
Das Cyriakusstift Neuhausen (mittig mit „A“) und rechts davon Kloster Liebenau („B“)

Das Stift bestand aus 30 Kanonikern und müsste eine größere Anzahl umliegender Häuser besessen haben, da in einem Kollegiatstift die Kleriker in eigenen Hausständen und nicht klösterlich leben. Ebenso gab es Gemeinschaftsgebäude wie Kapitelhaus, Kreuzgang, Stiftsschule, Dormitorium (die Neuhauser Regel sah eine gemeinsame Nachtruhe vor), Bibliothek u. ä. Den Mittelpunkt bildete die St. Cyriakuskirche, von der es nur noch eine Zeichnung gibt; demnach hatte sie romanischen Baustil mit gotischen Zusätzen. In ihr ruhten drei Wormser Bischöfe, nämlich der Gründer Samuel von Worms, Hildebold († 998) und Adalbert II. († 1107). Rundum war das Areal mit Mauern befestigt, westlich davon stand als Vorwerk die ehemalige Burg Kaiser Heinrichs V., welche zur Ruine geworden, 1299 in das Nonnenkloster Liebenau umgewandelt wurde, das zusammen mit dem Cyriakusstift unterging.
Das Cyriakusstift Neuhausen besaß – neben dem Eigentum der Gemarkung Neuhausen – Streubesitze von Latifundien, hauptsächlich im Wormsgau und im Gebiet des alten Bistums Worms. Es hatte das Patronatsrecht der Kirchen in Alsheim, Eppelheim, Eppstein (Frankenthal), Herrnsheim, Ilvesheim, Kirchheim (Heidelberg), Mörstadt, Obersülzen, Offstein, Ruchheim und Weisenheim am Sand. In Frankenthal-Eppstein und in Ludwigshafen-Ruchheim tragen die örtlichen, katholischen Kirchen bis heute das seltene Cyriakus-Patrozinium, in Weisenheim am Sand hat man den Kirchenpatron gewechselt, im Ortswappen weist jedoch der Märtyrer-Palmwedel auf den alten Patron St. Cyriakus bzw. das Stift Neuhausen hin.

## Handschriften

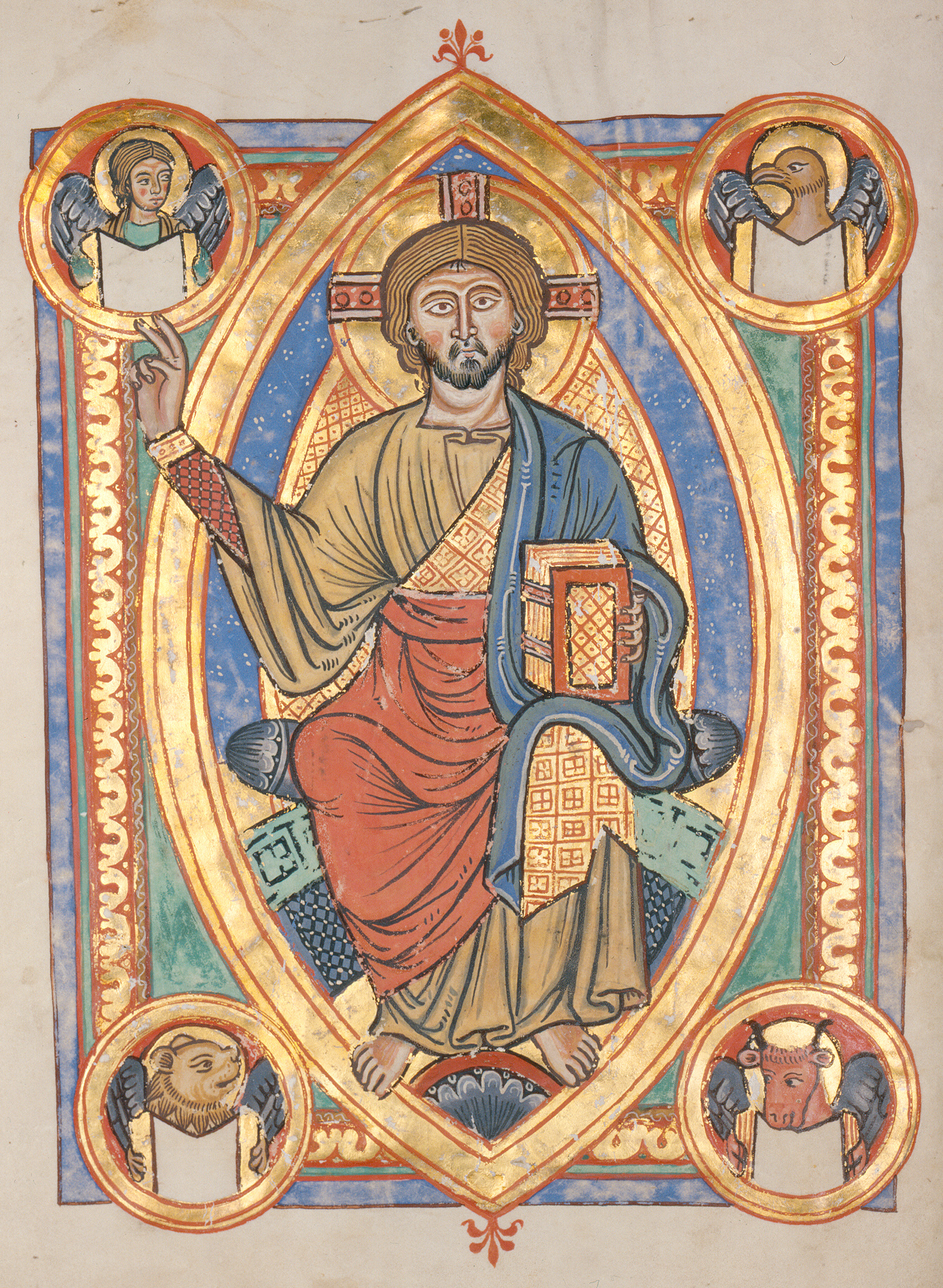
Christusdarstellung im Speyerer Evangelistar aus Neuhausen

Der ehemalige Kustos des Cyriakusstiftes, Conrad von Danne bzw. Konrad von Tann, ließ um 1220 für Neuhausen ein Evangelienbuch fertigen, das er später mit nach Speyer nahm, als er dort Bischof wurde. Es befindet sich heute unter der Bezeichnung Speyerer Evangelistar oder Codex Bruchsaliensis 1 in der Badischen Landesbibliothek Karlsruhe und enthält auch eine Darstellung des Hl. Cyriakus.
Im Germanischen Nationalmuseum zu Nürnberg wird das Statutenbuch des Wormser Cyriakusstiftes verwahrt. Es ist mit drei Miniaturen geschmückt und stammt aus dem Jahr 1507.

## Einzelnachweise

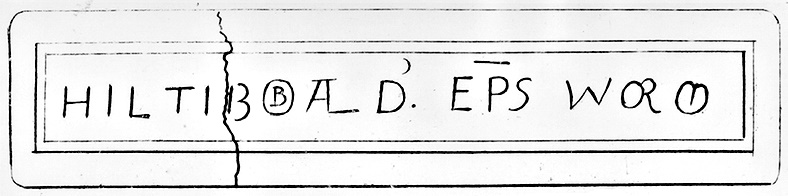
Grabplatte des Bischofs Hildebold († 998), Zeichnung von Johann Friedrich Schannat